# Polyacanthoprocta orina
Genre
Espèce
Synonymes
- Pachylus orinus Chamberlin, 1916

Polyacanthoprocta orina, unique représentant du genre Polyacanthoprocta, est une espèce d'opilions laniatores de la famille des Gonyleptidae.

## Distribution
Cette espèce est endémique de la région de Cuzco au Pérou. Elle se rencontre vers Huadquina et San Miguel.

## Description
Le mâle holotype mesure 10,2 mm.

## Systématique et taxinomie
Cette espèce a été décrite sous le protonyme Pachylus orinus par Chamberlin en 1916. Elle est placée dans le genre Polyacanthoprocta par Mello-Leitão en 1927.

## Publications originales
- Chamberlin, 1916 : « Results of the Yale Peruvian Expedition of 1911. The Arachnida. » Bulletin of the Museum of Comparative Zoology, Harvard, vol. 60, no 6, p. 177-299.
- Mello-Leitão, 1927 : « Generos novos de Gonyleptideos (Nota previa). » Boletim do Museu Nacional, vol. 3, p. 13–22.